# Jean-Baptiste Bourguignon d'Anville
Jean-Baptiste Bourguignon d'Anville (født 11. juli 1697 i Paris i Frankrig, død 28. januar 1782 samme sted) var en fransk geograf og foregangsmand inden for kartografi. Hans kort adskilte sig fra tidligere ved, først og fremmest, at være mere præcise og mindre kunstneriske. Fx blev det angivet hvor kortet byggede på upræcise oplysninger og ukendt land var hvidt på kortet.